# ヒクソン・コンパクト銀河群

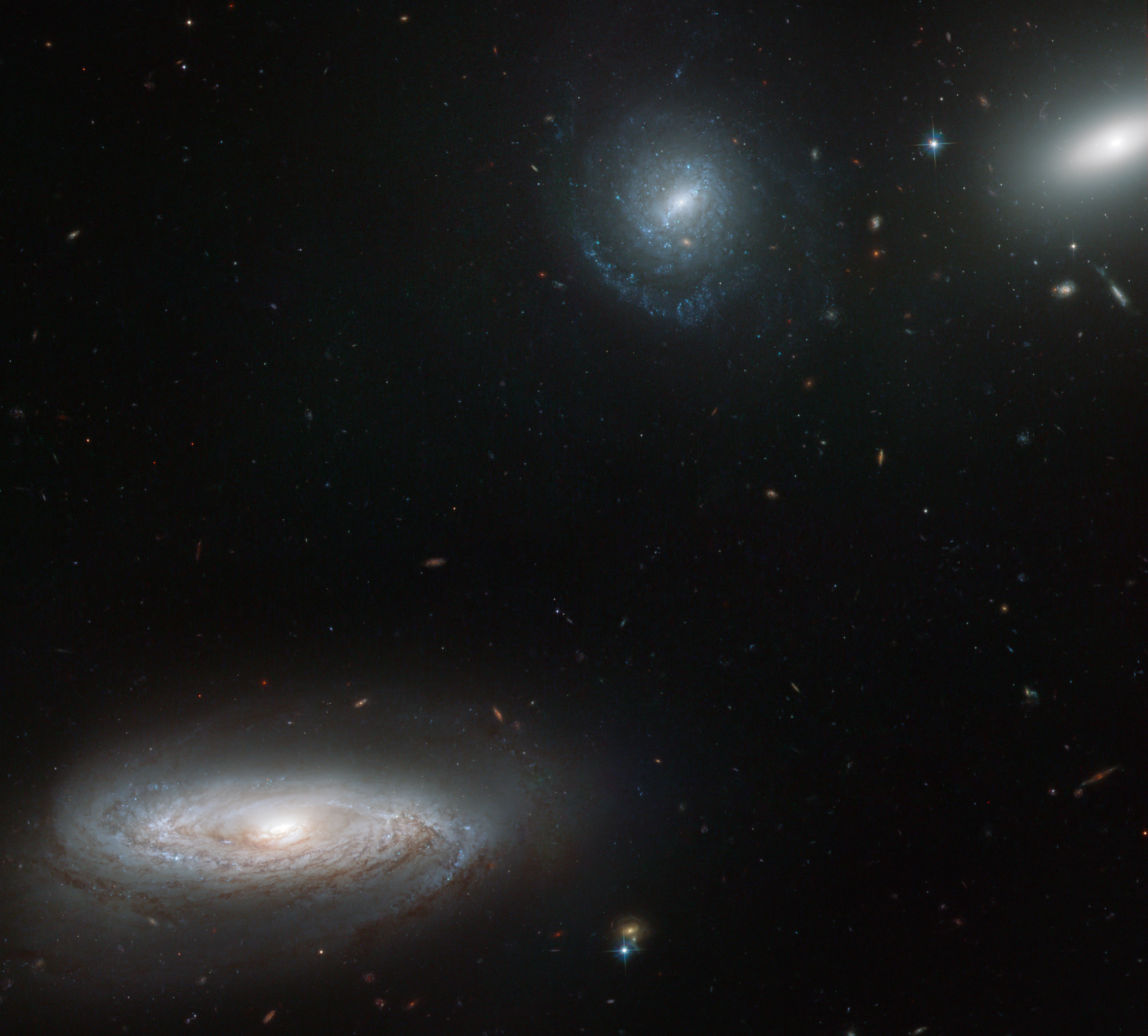
ハッブル宇宙望遠鏡で撮影されたヒクソン・コンパクト銀河群7。 この銀河群は近接したひとつのレンズ銀河と3つの渦巻銀河からなる。

ヒクソン・コンパクト銀河群 (英: Hickson Galaxy Groups、HCG )は、ポール・ヒクソンにより1982年に出版されたカタログに掲載された集団規模が比較的小さい銀河集団の総称である。
含まれる銀河が数十個から数千個規模の銀河団に比べて、多くても50個程度の銀河の集団を銀河群、またはよりわかりやすくコンパクト銀河群と呼ぶことがある。ヒクソンによれば、ほとんどのコンパクト銀河群には特徴的な形状・運動を持つ銀河、あるいは中心部が電波や赤外線で明るい銀河、スターバースト銀河や活動銀河核(AGN)が高い確率で含まれている。コンパクト銀河群は大量の希薄なガスでおおわれており、重力的には暗黒物質に支配されている。またコンパクト銀河群はより緩やかな銀河の集団の一部を形成しており、重力による進化を見せる。このため、コンパクト銀河群に含まれる銀河は衝突し、銀河群とは呼べないものになる。このようなコンパクト銀河は大量に存在し、銀河の進化に関してとても重要な役割を果たしている。
ヒクソン・コンパクト銀河群のうちで最も有名なものは、「ステファンの五つ子」と呼ばれるHCG 92である。

## 写真

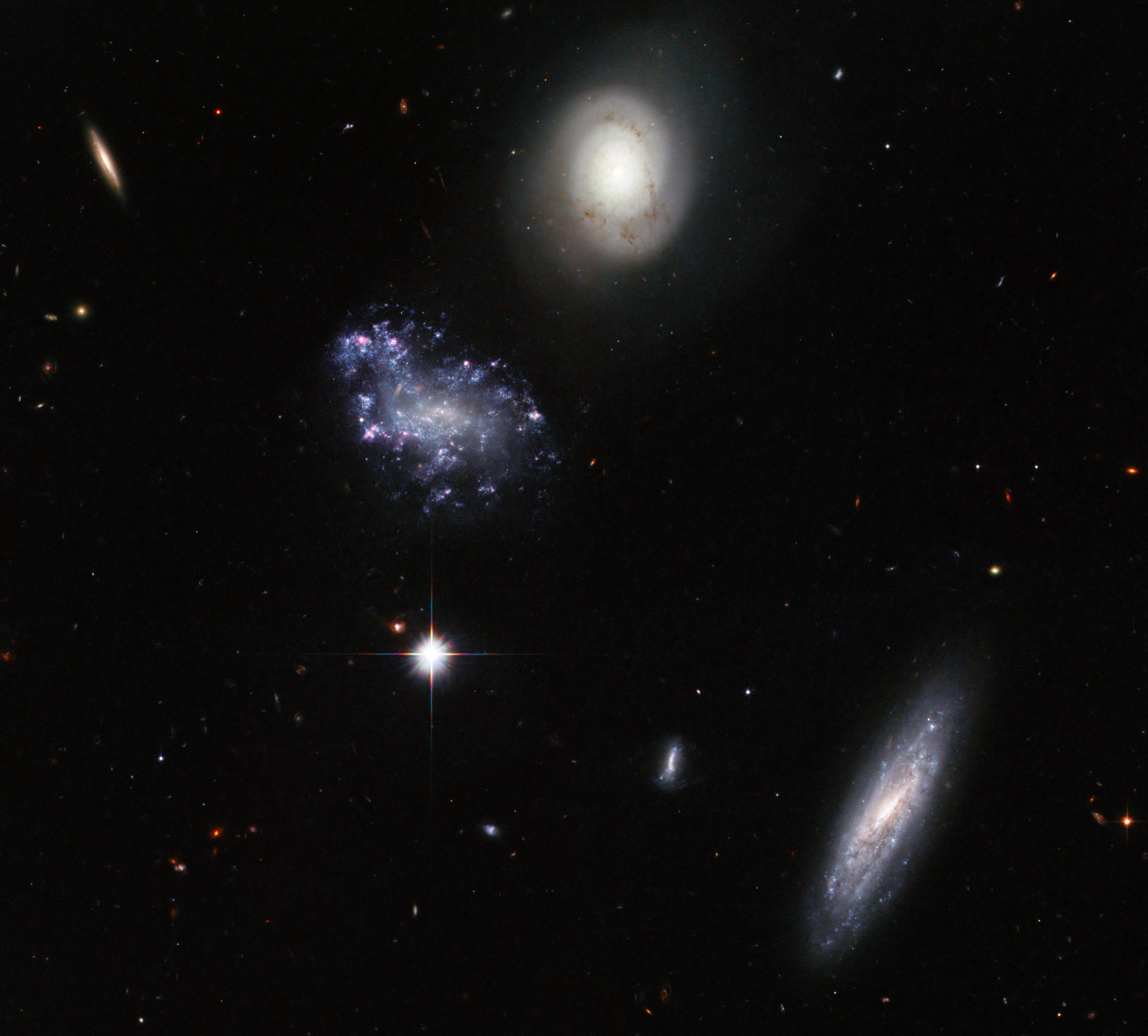
ハッブル宇宙望遠鏡で撮影されたHCG 59。
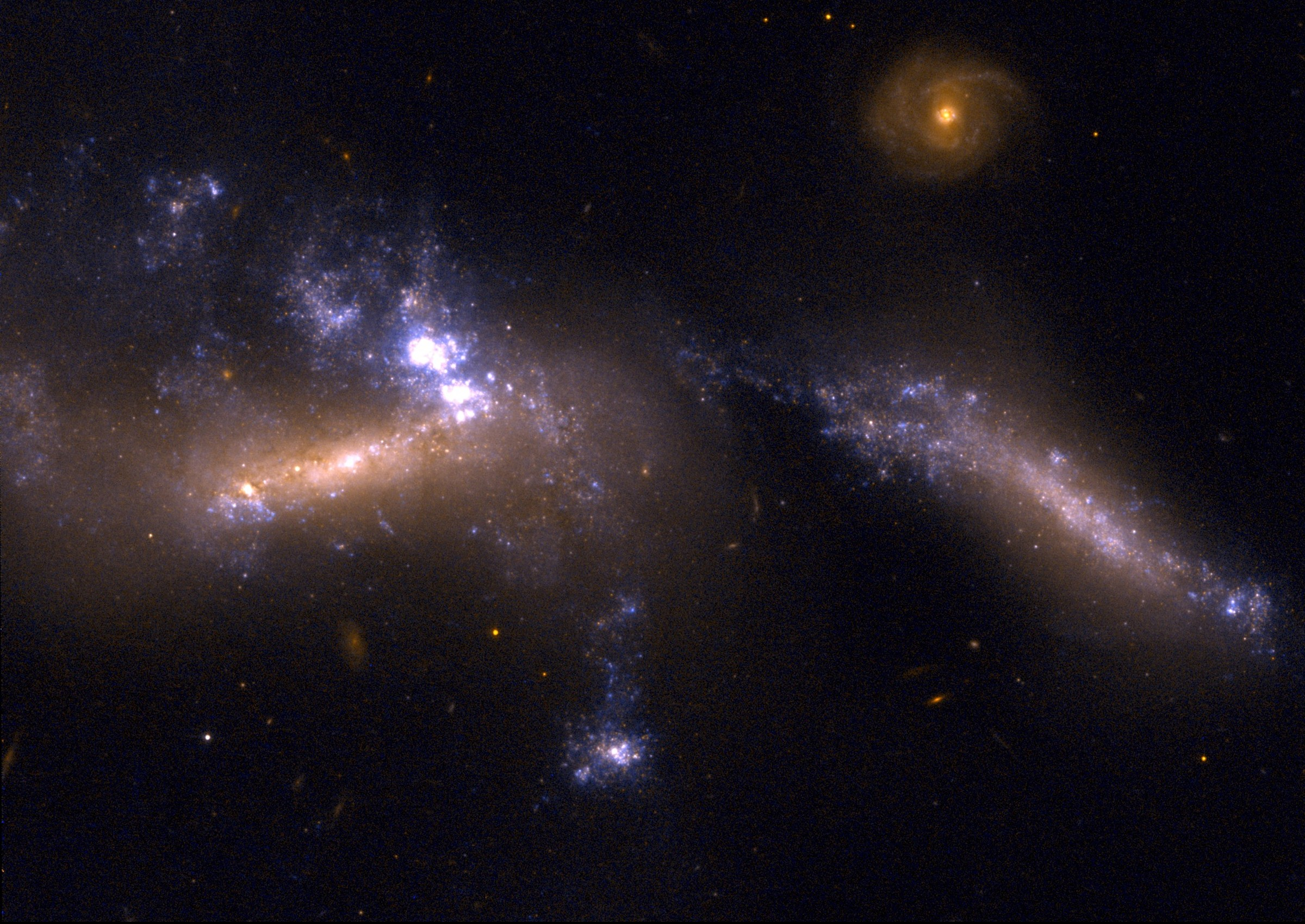
ハッブル宇宙望遠鏡で撮影されたHCG 31。
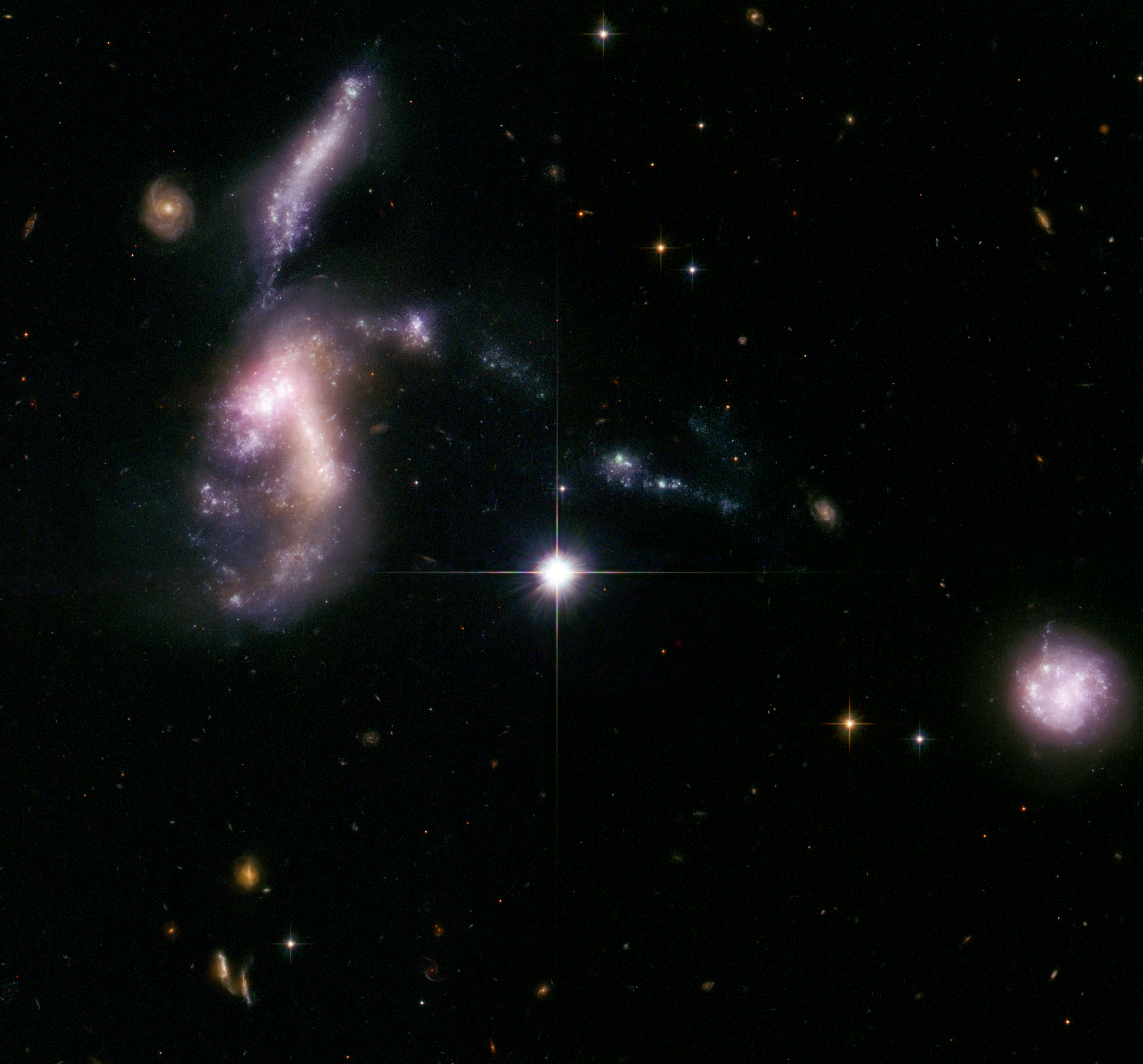
HCG 31。
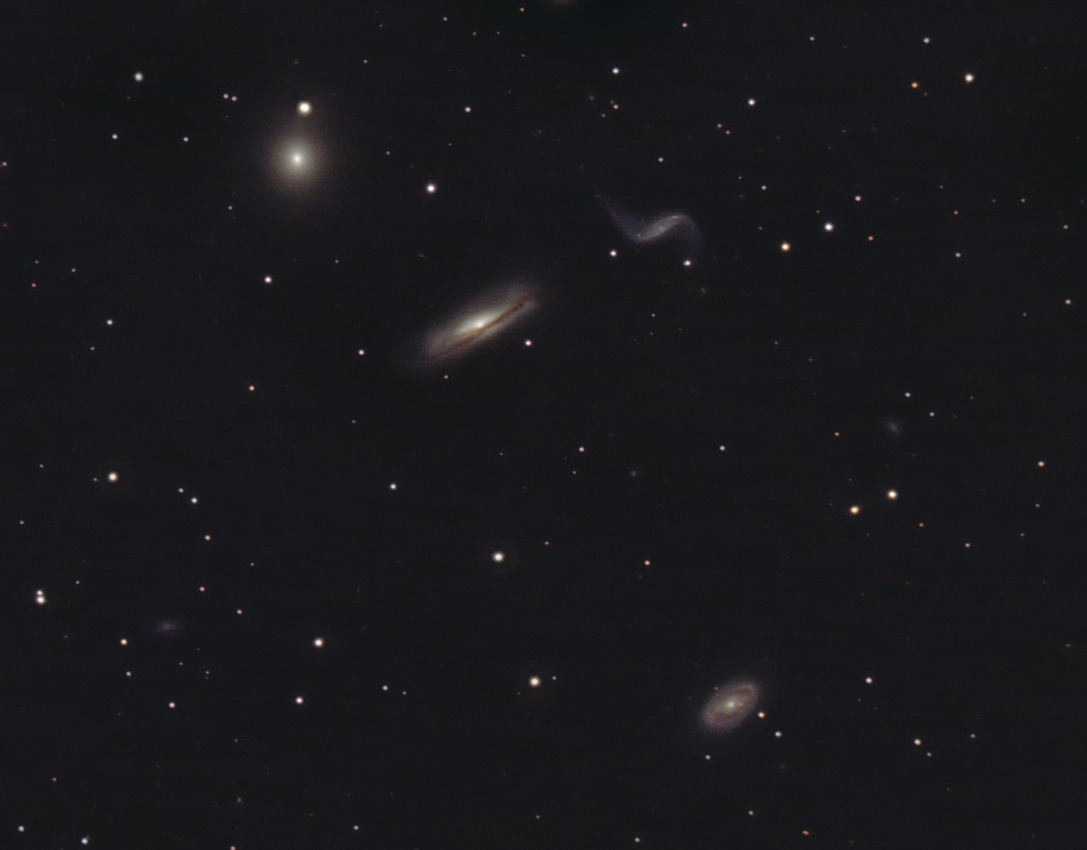
HCG 44に含まれる4つの銀河